# Józef Turczyński
Józef Turczyński (Zsitomir, 1884. február 2. – Lausanne, 1953. december 27.) lengyel zongoraművész, zenepedagógus és Chopin műveinek kiadója.

## Élete, pályája
Józef Turczyński 1884. február 2-án született Zsitomirban (akkor: Orosz Birodalom, ma: Ukrajna). Kisgyermek korában kezdett hegedűt és zongorát tanulni édesapjától. Zongora tanulmányait Szentpéterváron fejezte be Anna Jeszipovánál. Emellett az egyetemen jogot is tanult. Végül 1907-ben Kijevben szerezte meg jogi diplomáját. Ezután Bécsbe utazott, Ferruccio Busoni mesterkurzusára. 1912-ben Szentpéterváron részt vett egy zongoraversenyen és első díjas lett.
A szentpétervári sajtó ezt írta róla: „kiderült, hogy egy egészen rendkívüli zongorista; elhalványította a riválisait […] általános elismerést és csodálatot vívott ki kitűnő technikájával, billentésének szépségével és változatosságával, amely nagyszerű kidolgozással párosult és azzal a természetes adottsággal, hogy minden darabot lelkesedéssel és átéléssel képes eljátszani. A művész tökéletes játékával, erőteljes temperamentumával és kivételes személyiségével meghódította a zsűri tagjait, akik – megfeledkezve kötelezettségeikről – felálltak és csatlakoztak a tapsoló közönséghez”. Ez volt a kezdete virtuóz pályafutásának, és Varsó, Szentpétervár, Kijev, Berlin, Lipcse, Párizs és más városok sikerei követték.
1914-ben kézhez kapta Juliusz Zarębski g-moll zongoraötösének kéziratát. Már akkor népszerűsíteni kezdte a művet, később pedig, 1931-ben publikálta is. 1920-ban letelepedett Varsóban és elfogadta a Varsói Konzervatórium zongora tanszakának professzori állását. 1933-tól az általa alapított Zongoristaképző Intézetben is tanított.
Mérföldkő volt művészi fejlődésében találkozása Ignacy Jan Paderewskivel a svájci Morges-ban, melynek során eljátszotta a neves zeneszerző esz-moll szonátáját is. Paderewskit elvarázsolta a fiatal zongorista tehetsége és a mű briliáns előadása, és adott számára néhány leckét. „Az a néhány lecke Paderewskivel többet adott nekem, mint amit egész életemben tanultam” – mondta évekkel később.
1920 és 1939 között minden évben európai turnéra indult (Olaszországba, Franciaországba, Bulgáriába, a balkáni országokba, Svájcba, Dániában, Észtországba és másokba).
A második világháború kitörésekor Morges-ban tartózkodott, Paderewskinél. Megélhetés nélkül maradt volna, de a mester közbenjárására fel tudott lépni Svájcban – minden lehetőséget elfogadott. Chopin, Paderewski, Zarębski and Szymanowski műveit játszotta, illetve a feleségét kísérte Chopin, Moniuszko, Paderewski, Szymanowski és mások dalainak előadásában. A háború után nem tért vissza Lengyelországba. 1946-ban Angliában koncertezett, az 1950/51-es évad során pedig csaknem egy évet turnézott Dél-Amerikában. A zenei világ nagyra becsült alakja volt. Repertoárján Chopin minden műve szerepelt, és azokat nem egyszer hangversenysorozatok keretében adta elő. Többször volt a Nemzetközi Chopin Zongoraversenyek zsűritagja Varsóban (1927, 1932 és 1937)
Életének utolsó éveit Lausanne-ban és Rio de Janeiróban töltötte, ahol koncertezett, zongorát tanított, illetve mesterkurzusokat tartott Chopin műveinek előadására fókuszálva.
1953. december 27-én Lausanne-ban hunyt el.

## Pedagógusi tevékenysége
Híres tanítványai voltak, mások mellett: Witold Małcużyński, Henryk Sztompka, Stanisław Szpinalski, Maryla Jonas, Maria Wiłkomirska, Aleksander Sienkiewicz, Jadwiga Sukiennicka, Stanisław Staniewicz, Max Fishman, Mieczysław Wajnberg és Halina Czerny-Stefańska.

## Chopin műveinek kiadója
Előadóművészi és pedagógusi tevékenysége mellett Józef Turczyński igen jelentős szerepet vállalt abban a munkacsoportban, amely a Chopin-összkiadást készítette elő és valósította meg, a varsói Chopin Intézet megbízásából. A nagy művet általában Paderewski nevével kapcsolják össze, holott Paderewski 1941-ben bekövetkezett halála után a munka irányítását Turczyński vette át, és Ludwik Bronarskival közös munkában fejezték be. A 27 kötetes kiadás végül 1949-re készült el. A kiadvány autográf kéziratokon, hiteles másolatokon, első kiadásokon alapul, különös tekintettel az eredeti dinamikai előírásokra, ujjrendekre, díszítésekre, stb. Minden kötet tartalmaz egy függeléket a különböző változatok összevetéséről, nem egy esetben több változatot is közölve. A kiadás – gyengeségei ellenére – a zeneműkiadás meglehetősen magas szintű szabványát hozta létre, és jelentős mértékben hozzájárult Chopin összes műveinek Lengyelországban és az egész világon való elterjedéséhez.